# Богословский, Николай Вениаминович
Николай Вениаминович Богословский (1904, Калуга — 1961, Москва) — русский советский литературовед.

## Биография
Николай Богословский родился 14 (27) октября 1904 года в городе Калуге. В 1925 году окончил филологический факультет Московского университета.
В 1925—1928 опубликовал свои первые литературно-критические работы: статьи и рецензии о С. А. Есенине, А. Н. Толстом, В. Я. Брюсове, О. Д. Форш и др.
В 1934 году подготовил для издательства «Academia» сборник «Пушкин — критик» (2-е изд., 1950), который стал первым систематизированным сводом суждений великого русского поэта о литературе. В дальнейшем вышли другие составленные Богословским сборники: «Н. Г. Чернышевский об искусстве» (1950), «Н. В. Гоголь о литературе» (1952), «А. П. Чехов» о литературе (1955).
Большая часть работ Богословского посвящена Н. Г. Чернышевскому и И. С. Тургеневу. Ему принадлежат многочисленные статьи о жизни и деятельности Чернышевского, комментарии к его сочинениям, научно-популярная биография (серия «Жизнь замечательных людей», 1955), а также повесть о юношеских годах писателя (1958). Научно-популярная биография И. С. Тургенева также появилась в серии «ЖЗЛ» в 1959 году, переиздана в 1961 и 1964, уже после смерти автора.
Сын — Александр Николаевич Богословский (1937—2008), специалист по литературе первой волны русской эмиграции, один из составителей и комментаторов первого собрания сочинений Бориса Поплавского.
Умер в 1961 году. Похоронен на Востряковском кладбище.

## Основные публикации
- Богословский Н. В. Николай Гаврилович Чернышевский. — М.: Молодая гвардия, 1955. — 576 с. — (Жизнь замечательных людей). — 90 000 экз.
  - . — 2-е изд. — М.: Молодая гвардия, 1957. — 408 с. — (Жизнь замечательных людей). — 75 000 экз.
- Богословский Н. В. Жизнь Чернышевского / Рис. Ю. Казмичова. — М.: Детгиз, 1958. — 304 с.— 30 000 экз.
- Богословский Н. В. Тургенев. — М.: Молодая гвардия, 1959. — 416 с. — (Жизнь замечательных людей. Сер. биогр. № 3(269)). — 90 000 экз.
  - . — 2-е изд. — М.: Молодая гвардия, 1961. — 416, [16] с. — (Жизнь замечательных людей. Сер. биогр.). — 80 000 экз.
  - . — 3-е изд. — М.: Молодая гвардия, 1964. — 416 с. — (Жизнь замечательных людей. Сер. биогр.). — 100 000 экз.